# Francesco d'Accorso

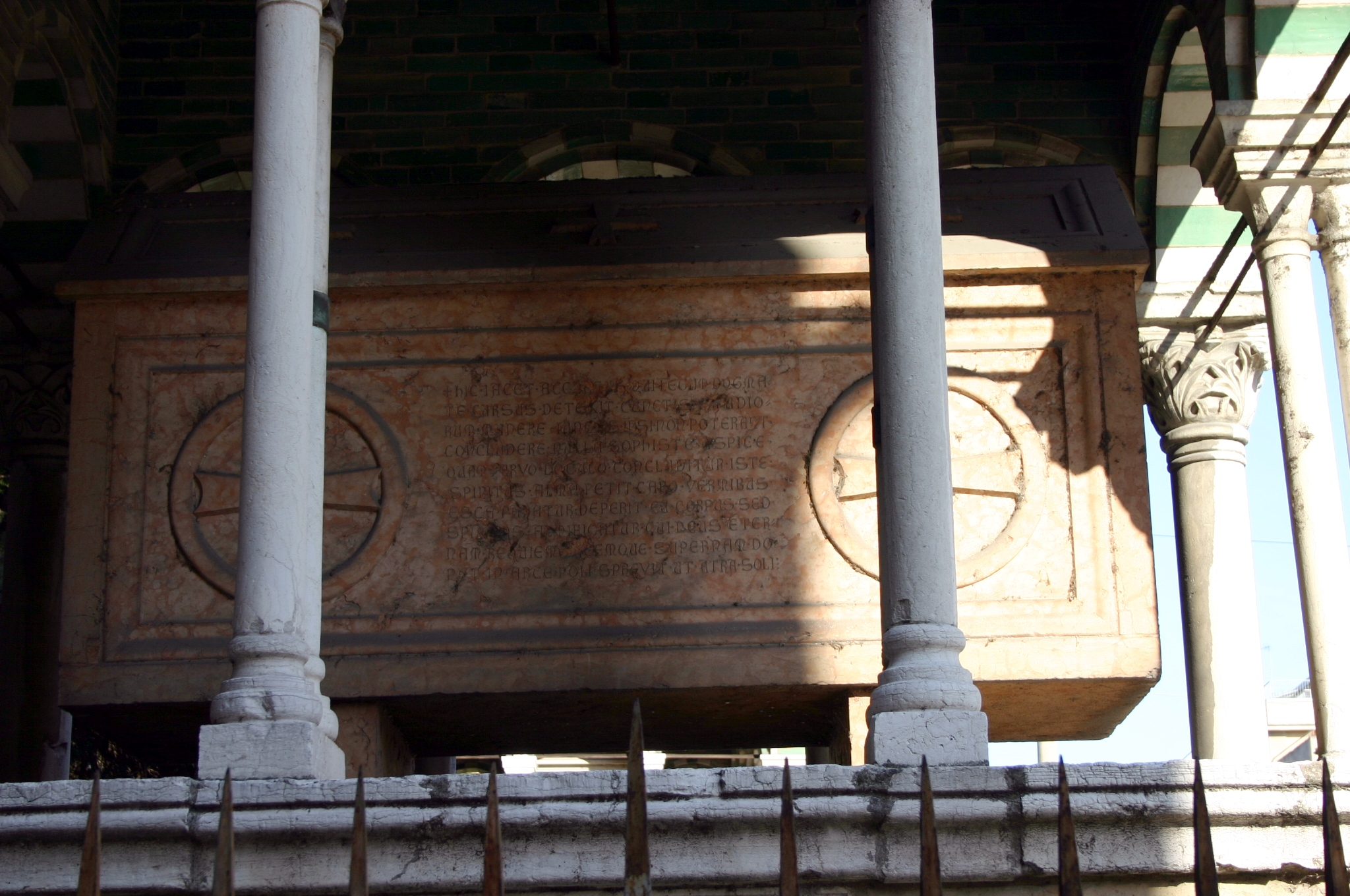
Epitafio sobre el sarcófago de Accursio y de su hijo Francesco d'Accursio

Francesco d'Accorso (Bolonia, 1225 – 1293) fue un jurista y literato italiano, hijo del célebre glosador Accursius.
Enseñó derecho civil en la Universidad de Bolonia hasta el 1273. Después fue llamado por la Universidad de Oxford por Eduardo I de Inglaterra. Un año después de su partida le fueron confiscados sus bienes en Bolonia por ser gibelino. Cuando volvió a su ciudad, en 1291, se los devolvieron. 
Tuvo dos hijos, Cervottus y Guglielmo, y una hija, los cuales estudiaron derecho con el padre. Fue sepultado junto al padre en Bolonia.
Dante Alighieri lo colocó entre los sodomitas en el canto XV del Infierno (v. 110).